# Yousef Hizam
Yousef Hizam (Arabic:يوسف حزام) (sinh ngày 7 tháng 6 năm 1995) là một cầu thủ bóng đá người Các Tiểu vương quốc Ả Rập Thống nhất. Hiện tại anh thi đấu cho Baniyas.